# Steinenbronn
Steinenbronn är en kommun och ort i Landkreis Böblingen i regionen Stuttgart i Regierungsbezirk Stuttgart i förbundslandet Baden-Württemberg i Tyskland.
Kommunen ingår tillsammans med staden Waldenbuch i kommunalförbundet Waldenbuch/Steinenbronn.